# George Boroi
George Boroi (n. 26 august 1964, Berislăvești, România) este un fost atlet specializat în proba de 110 metri garduri și un conducător sportiv.

## Carieră
În anul 1985 a absolvit Școala Militară de Ofițeri Activi „Nicolae Bălcescu” din Sibiu, apoi s-a legitimat la CSA Steaua București. A participat la Jocurile Olimpice de vară din 1992 de la Barcelona și la cele din 1996 de la Atlanta. În 1993 a stabilit recordul național al României cu timpul de 13,34 s, un record pe care îl deține până în prezent. A cucerit medalia de argint la Campionatul European de Atletism în Sală din 1994 de la Paris în urma lui Colin Jackson.
După ce s-a retras din cariera sportivă, în anul 1996, a devenit antrenor de atletism la Steaua. În 2001 a fost numit locțiitor al comandantului pentru sportul de performanță, cu gradul de locotenent-colonel. În 2003 a devenit comandatul Clubului Sportiv al Armatei, cu gradul de colonel, înlocuindu-l pe colonelul Laurențiu Roșu. În 2004 a fost decorat cu Ordinul „Meritul Sportiv” clasa I.
El a fost membru al Comitetului Executiv al COSR și vicepreședinte al Federațiilor Române de Atletism, Rugby și Scrimă. În 2016 a fost numit secretar general al Comitetului Olimpic și Sportiv Român.

## Realizări
| An   | Competiție                   | Locație                | Loc | Eveniment     | Note  |
| ---- | ---------------------------- | ---------------------- | --- | ------------- | ----- |
| 1989 | Campionatul Mondial în sală  | Budapesta, Ungaria     | 7   | 60 m garduri  | 7,75  |
| 1990 | Campionatul European         | Split, Iugoslavia      | 24  | 110 m garduri | 14,39 |
| 1991 | Campionatul Mondial în sală  | Sevilla, Spania        | 7   | 60 m garduri  | 7,67  |
| 1992 | Campionatul European în sală | Genova, Italia         | 23  | 60 m garduri  | 8,01  |
| 1992 | Jocurile Olimpice            | Barcelona, Spania      | 22  | 110 m garduri | 14,07 |
| 1993 | Campionatul Mondial în sală  | Toronto, Canada        | 6   | 60 m garduri  | 7,72  |
| 1993 | Campionatul Mondial          | Stuttgart, Germania    | 12  | 110 m garduri | 13,54 |
| 1994 | Campionatul European în sală | Paris, Franța          | 2   | 60 m garduri  | 7,57  |
| 1994 | Campionatul European         | Helsinki, Finlanda     | 8   | 110 m garduri | 13,61 |
| 1995 | Campionatul Mondial în sală  | Barcelona, Spania      | 16  | 60 m garduri  | 7,89  |
| 1995 | Campionatul Mondial          | Göteborg, Suedia       | 20  | 110 m garduri | 13,79 |
| 1996 | Jocurile Olimpice            | Atlanta, Statele Unite | 12  | 110 m garduri | 13,57 |

## Recorduri personale
| Probă                | Performanță | Dată              | Locație   |
| -------------------- | ----------- | ----------------- | --------- |
| 110 m garduri        | 13,34 RN    | 18 iunie 1993     | București |
| 60 m garduri în sală | 7,50 RN     | 13 februarie 1994 | Liévin    |

## Legături externe
- George Boroi la Comitetul Olimpic și Sportiv Român (arhivat)
- en George Boroi la World Athletics
- en George Boroi la Olympedia.org